# عمر العقاد
عمر العقاد (عربی: عمر العقاد؛ ۲۰ آوریل ۱۹۲۷ – ۱ فوریهٔ ۲۰۱۸) یک تاجر و کارآفرین فلسطینی‌تبار اهل عربستان سعودی بود. او مؤسس شرکت سرمایه‌گذاری فلسطینی بود. او در سال ۲۰۱۸ در سن ۹۰ سالگی در تورنتو درگذشت.